# Athies (Somme)
Athies település Franciaországban, Somme megyében. Lakosainak száma 613 fő (2022. január 1.). Athies Brie, Ennemain, Croix-Moligneaux, Devise, Estrées-Mons, Quivières és Saint-Christ-Briost községekkel határos.

## Népesség
A település népességének változása:
| Lakosok száma | 598  | 596  | 612  | 594  | 591  | 588  | 596  | 605  | 613  |
|               | 2013 | 2015 | 2016 | 2017 | 2018 | 2019 | 2020 | 2021 | 2022 |